# Viridictyna australis
Viridictyna australis là một loài nhện trong họ Dictynidae.
Loài này thuộc chi Viridictyna. Viridictyna australis được Raymond Robert Forster miêu tả năm 1970.